# Presqualene pirofosfato
Il presqualene pirofosfato è un intermedio nella biosintesi dello squalene a partire da farnesil pirofosfato.